# Bàng Thái sư
Bàng Thái sư (giản thể: 庞太师; phồn thể: 龐太師) là một nhân vật hư cấu xuất trong nhiều vở kịch và tiểu thuyết chương hồi Trung Quốc lấy bối cảnh thời Tống. Nhân vật này không có liên hệ gì với danh nhân Bàng Tịch trong lịch sử.

## Tạp kịch

### Sinh kim các
Nguyên mẫu của nhân vật Bàng Thái sư có thể là nhân vật Bàng Tích (龐績), xuất hiện lần đầu tiên trong vở kịch Bao Đãi chế trí kiếm Sinh kim các (包待制智賺生金閣) của biên kịch Vũ Hán Thần thời Nguyên. Nội dung tóm lược:
Tú tài Quách Thành (郭成) người phủ Hà Trung thuộc Bồ Châu, cùng vợ là Lý Ấu Nô (李幼奴) rời nhà lánh nạn. Trước khi đi, được cha là Quách Nhị (郭二) trao cho bảo vật gia truyền Sinh kim các. Họ Quách đến ngoại ô Biện Kinh thì gặp Nha nội Bàng Tích, liền tặng Sinh kim các cho họ Bàng để lấy lòng. Bàng Tích ham sắc đẹp của Ấu Nô, lừa hai người về nhà rồi đề nghị tặng vợ cho mình. Quách Thành không chịu, bị Bàng giam vào chuồng ngựa, Ấu Nô cào rách mặt không chịu khuất phục. Họ Bàng nói dối với bà vú Ấu Nô là vợ mới cưới của mình, nhờ bà vú khuyên Ấu Nô phục tùng. Ấu Nô nói cho bà vú biết sự thật, bà vú biết chuyện mắng Bàng. Bàng Tích nổi giận, ném bà vú xuống giếng, lại sai thuộc hạ là Trương Long (張龍), Triệu Hổ (趙虎) chém chết Quách Thành. Hồn Quách Thành không được siêu thoát. Đêm Nguyên tiêu, Bàng Tích đi xem hội đèn lồng thì bị hồn ma của Quách Thành đuổi giết. Khi ấy Bao Chửng làm Phủ doãn Khai Phong mới từ biên cương trở về, cùng công sai Trương Thiên (張千) cải trang vi hành, gặp được hồn ma không đầu của Quách Thành, bèn bảo công sai Lâu Thanh (婁青) câu hồn vào phủ nghe kêu oan. Lý Ấu Nô cùng con của bà vú là Phúc Đồng (福童) cũng chạy thoát khỏi Bàng phủ chạy đến phủ Khai Phong kêu oan. Bao Chửng nắm rõ sự việc, mời Bàng Tích đến dự tiệc để tránh bị hoài nghi. Tiếp đó, Bao Chửng lấy ra bảo bối Sinh kim tháp của mình ra cho họ Bàng thấy, họ Bàng cũng lấy Sinh kim các ra khoe. Lúc này nhân chứng, vật chứng đầy đủ, Bàng Tích bị xử trảm.

### Thập thám tử
Mặt khác, nhân vật Bàng Tích lại xuất hiện trong một vở kịch khác cùng thời tên là Thập thám tử đại náo Diên An phủ (十探子大鬧延安府). Trong vở kịch này, Bàng Tích giữ chức quan quản lý phủ Khai Phong, gả em gái cho Cát Bưu (葛彪) là con trai của Giám quân Cát Hoài Mẫn.
Ông lão Lưu Vinh Tổ (劉榮祖) người phủ Diên An, có vợ họ Vương và con trai là Lưu Ngạn Phương (劉彥芳) đang làm bá bút tư lại ở phủ Khai Phong. Một ngày, vợ và con dâu của Vinh Tổ đi viếng mồ thì gặp phải Cát Bưu đùa giỡn. Gặp chống cự, Cát Bưu sai thuộc hạ đánh chết cả hai. Vinh Tổ thấy đối phương là kẻ quyền thế, liền gửi thư cho Lưu Ngạn Phương ở Kinh Thành để cáo trạng. Ngạn Phương gửi cáo trạng cho quan Nha nội đang phụ trách phủ Khai Phong là Bàng Tích, nhưng lại bị Bàng Tích hãm hại bỏ tù. Quan Thiên Chương các Đãi chế Phạm Trọng Yêm trước từng làm quyền tri phủ Khai Phong, sau Giám sát liêm sứ Lý Khuê (李圭) đến Diên An để xử lý hồ sơ tồn đọng. Vinh Tổ gặp được Lý Khuê, lại được họ Lý đưa đến gặp Tể tướng Lã Di Giản kêu oan. Lã Di Giản phái Lý Khuê đến Diên An bắt Cát Bưu về quy án. Cát Hoài Mẫn sai mười thám tử đến phá rối, đều bị Lý Khuê trừng trị. Cuối cùng, Lý Khuê hoàn thành xét xử, thăng chức Thượng thư, Lưu Ngạn Phương làm Chủ bộ, Cát Hoài Mẫn bị sung quân, Bàng Tích bị giáng làm thứ dân, Cát Bưu chịu chém đầu.

## Tiểu thuyết

### Hô gia tướng
Trong tiểu thuyết Hô gia tướng hay Thuyết Hô toàn truyện được in lần đầu vào thời Càn Long nhà Thanh (1736–1795), nhân vật phản diện chính tên là Bàng Tập (tiếng Trung: 龐集; bính âm: Páng Jí), tự Tể Ông (tiếng Trung: 宰翁), giữ chức Hữu Thừa tướng nên hay gọi là Bàng Thừa tướng (龐丞相).
Bàng Thừa tướng có một con trai, một con gái. Trai tên là Bàng Hắc Hổ (龐黑虎), ham mê tửu sắc, khi cướp đoạt dân nữ Triệu Phượng Nô thì bị Thế tử Hô Diên Thủ Dũng (守勇), Hô Diên Thủ Tín (守信) là hậu duệ của Hô Diên Tán bắt gặp ngăn cản, đánh cho bị thương, về đến nhà sinh bệnh rồi chết. Em gái của Hắc Hổ vì báo thù cho anh mà vào cung, được Tống Nhân Tông phong làm Quý phi. Bàng Quý phi dùng kế khiến cả nhà Hô Diên hơn ba trăm người bị xử tử, chỉ trừ Thủ Tín bái sư ở ngoài và Thủ Dũng chạy trốn từ trước. Bàng Thừa tướng cầm quân truy sát Thủ Dũng lại bị Bao Chửng, Vương Nhữ Nam,... ngăn cản. Cha con Bàng Tập bèn mê hoặc Nhân Tông để nắm giữ triều đình, cầm đại quân đi đánh dẹp dư nghiệt nhà Hô Diên. Trong đó lần lượt mời em trai là Tổng binh Bàng Thiên Đức (龐天德), Đông Hải công Bàng Kỳ (龐琦), bốn cháu trai (con Thiên Đức) là Bàng Long Hổ (龐龍虎), Bàng Ngưu Hổ (龐牛虎), Bàng Mao Hổ (龐毛虎), Bàng Phi Hổ (龐飛虎) gọi chung là Bàng gia tứ hổ tới trợ giúp. Cuối cùng, nhờ sự trợ giúp của các trung thần, nghĩa sĩ như Bao Chửng, Dương gia tướng,... nhà Hô Diên được minh oan, Bàng Quý phi bị ban chết, cả nhà họ Bàng bị Hô Diên Khánh (con Thủ Dũng) giết gà chó không tha. Bàng Tập bị giáng làm thứ dân, trên đường về nhà bị Diên Khánh bắt gặp chém chết.

### Từ Vân tẩu quốc
Tiểu thuyết Hậu Tống Từ Vân tẩu quốc toàn truyện (後宋慈雲走國全傳) xuất bản thời Gia Khánh (1796–1820) có nội dung mở đầu gần giống với Hô gia tướng, nhưng phản diện chính Hữu Thừa tướng có tên là Bàng Tư Trung (tiếng Trung: 龐思忠; bính âm: Páng Sīzhōng), có ba con trai tên là Bàng Vân Hùng (龐雲雄), Bàng Vân Dũng (龐雲勇), Bàng Vân Bưu (龐雲彪), một con gái vào cung Tống Thần Tông làm Quý phi.
Con thứ ba của Bàng Thừa tướng là Bàng Vân Bưu cưỡng đoạt dân nữ làm thiếp, bị con trai của Tả Thừa tướng Lục Vân Trung (陸雲忠) là Lục Phượng Dương (陸鳳陽) bắt gặp đánh chết. Vụ án được giao cho Phủ doãn Khai Phong Bao Quý (包貴, con kế của Bao Chửng), Bao Quý cảm thấy không thể giải quyết thỏa đáng, liền nuốt vàng tự sát. Bàng Thừa tướng lại tố cáo Lục Thừa tướng dung túng con cái giết người trên triều đình, yêu cầu xét xử. Hai bên lao vào ẩu đả, chẳng may Lục Thừa tướng đánh trúng Hoàng đế, bị xử tử vì tội khi quân. Lục hoàng hậu là con gái của Lục Thừa tướng cũng bị phế, biếm vào lãnh cung, sinh ra Thái tử Từ Vân (慈雲), giao cho Binh bộ Thượng thư Khấu Nguyên (寇元) cưu mang, còn bản thân treo cổ tự sát. Lục Phượng Dương biết Thái tử còn sống, liền cùng đồng bọn trốn vào núi rừng, huấn luyện binh mã chờ thời cơ trở về đưa Thái tử lên ngôi, nhiều lần thoát khỏi sự truy quét của quân triều đình. Thần Tông băng, Triết Tông lên ngôi, tôn Bàng Hoàng hậu làm Thái hậu, không chế triều đình. Cha con Bàng Thái hậu nhiều lần phái quân tiêu diệt quân của Thái tử Từ Vân nhưng đều thất bại. Lộ Hoa vương vào cung gặp được Triết Tông, tố cáo nhà họ Bàng mưu đồ cướp ngôi. Họ Bàng thất bại, định chạy sang Tây Hạ nhưng không thành. Nhà họ Bàng cùng vây cánh hơn tám trăm người bị xử trảm, chỉ trừ Bàng Thái hậu bị giam vào lãnh cung. Từ Vân được phong Sở vương, về sau đăng cơ, tức Tống Huy Tông.

### Vạn Hoa lâu
Tiểu thuyết Vạn Hoa lâu của tác giả Lý Vũ Đường xuất bản cùng thời Gia Khánh hoàn toàn bỏ cách gọi Bàng Thừa tướng mà chỉ sử dụng tên gọi Bàng Thái sư. Bàng Thái sư trong tiểu thuyết này có tên là Bàng Hồng (tiếng Trung: 龐洪; bính âm: Páng Hóng), không có con trai mà có một con rể khác (trừ Hoàng đế) là Tôn Tú (孫秀).

### Tam hiệp ngũ nghĩa
Tên gọi Bàng Cát (tiếng Trung: 龐吉; bính âm: Páng Jí) chỉ xuất hiện từ tiểu thuyết Tam hiệp ngũ nghĩa của Thạch Ngọc Côn xuất bản dưới thời Hàm Phong (1851–1861).

## Phim ảnh

### Bao Thanh Thiên
Trong bộ phim truyền hình Bao Thanh Thiên của Đài Loan, nhân vật Bàng Thái sư xuất hiện trong năm vụ án: Trảm Bàng Dục (tập 30–34), Tử kim chùy (tập 85–88), Địch Thanh (tập 176–180), Lôi đình nộ (tập 188–194), Nộ trảm Bàng Thái sư (tập 220–225).

### Danh sách
| Năm  | Tác phẩm                               | Tên gốc          | Diễn viên                | Nhân vật                 |
| 1974 | Bao Thanh Thiên                        | 包青天           | Mã Ký                    | Bàng Cát                 |
| 1987 | Bao công                               | 包公             | Trịnh Lôi (郑雷)         | Bàng Thái sư             |
| 1993 | Bao Thanh Thiên                        | 包青天           | Đỗ Mãn Sinh              | Bàng Thái sư (Bàng Cát)  |
| 1994 | Hiệp nghĩa Bao công                    | 俠義包公         | Lưu Khiêm Ích            | Bàng Thái sư             |
| 1994 | Bích huyết thanh thiên Dương gia tướng | 碧血青天楊家將   | Tần Bái                  | Bàng Thái sư (Bàng Hồng) |
| 1995 | Bao Thanh Thiên                        | 包青天           | Vương Nhung              | Bàng Hồng                |
| 2000 | Thiếu niên Bao Thanh Thiên             | 少年包青天       | Vương Hội Xuân           | Bàng Thái sư             |
| 2003 | Lão thử ái thượng miêu                 | 老鼠愛上貓       | Mã Tử Tuấn (馬子俊)      | Bàng Thái sư             |
| 2003 | Bao công vi hành                       | 包公出巡         | Đỗ Mãn Sinh              | Bàng Thái sư             |
| 2004 | Tân Trát Mỹ án                         | 新鍘美案         | Vương Khuê Vinh          | Bàng Cát                 |
| 2005 | Tài trí Bao Thanh Thiên                | 凌雲壯志包青天   | Vương Cương              | Bàng Thái sư             |
| 2009 | Bao Thanh Thiên                        | 包青天           | Tống Cảnh Xương (宋景昌) | Bàng Thái sư (Bàng Cát)  |
| 2010 | Thất hiệp ngũ nghĩa nhân gian đạo      | 七俠五義人間道   | Khấu Chấn Hải            | Bàng Thái sư (Bàng Cát)  |
| 2010 | Bao Thanh Thiên: Thất hiệp ngũ nghĩa   | 包青天之七俠五義 | Diêu Cương (姚剛)        | Bàng Thái sư             |
| 2011 | Bao Thanh Thiên: Bích huyết đan tâm    | 包青天之碧血丹心 | Ngưu Phiêu (牛飄)        | Bàng Thái sư             |
| 2012 | Bao Thanh Thiên: Khai Phong kỳ án      | 包青天之開封奇案 | Ngưu Phiêu               | Bàng Thái sư             |
| 2016 | Ngũ thử náo Đông Kinh                  | 五鼠鬧東京       | Mã Thư Lương             | Bàng Thái sư             |
| 2016 | Đới đao nữ bổ khoái                    | 帶刀女捕快       | Từ Mẫn                   | Bàng Thái sư             |
| 2017 | Bao Thanh Thiên                        | 包青天           | Lưu Vĩnh                 | Bàng Thái sư             |
| 2017 | Khai Phong kỳ đàm                      | 開封奇談         | Phù Long Phi             | Bàng Tịch                |
| 2019 | Kỳ án Bao Thanh Thiên                  | 包青天再起風雲   | Lý Thành Xương           | Bàng Tịch                |